# Raul Mendoza
Raúl Mendoza  (Cosío, 25 de novembro de 1991) é um lutador de luta livre profissional mexicano. Desde 2016, ele trabalha para a WWE, onde atua na marca Raw sob o nome Cruz Del Toro e é membro da Latino World Order. Ele foi um dos membros fundadores do Legado Del Fantasma.

## Carreira na luta livre profissional

### Início de carreira
Mendoza fez sua estreia no wrestling profissional em 16 de setembro de 2006. Nos dez anos seguintes, Mendoza competiu principalmente no circuito independente mexicano, destacando-se nas promoções independentes Desastre Total Ultraviolento (DTU), Perros del Mal (PdM) e International Wrestling Revolution Group (IWRG), além de também ter participado da promoção nacional Lucha Libre AAA Worldwide (AAA) e da promoção japonesa Pro Wrestling Noah.

### WWE (2016–presente)

#### Perseguição pelo Campeonato dos Pesos-Médios (2016–2020)
Em junho de 2016, Mendoza foi anunciado como participante do WWE Cruiserweight Classic, um torneio de eliminação simples com 32 competidores pesando 205 lbs ou menos, representando o México. Mendoza foi eliminado do torneio na primeira rodada por The Brian Kendrick. Após o Cruiserweight Classic, Mendoza foi contratado pela WWE, que o designou para competir no território de desenvolvimento NXT. Mendoza fez sua estreia no NXT no episódio de 25 de maio de 2017, sendo derrotado por Velveteen Dream. Em 9 de fevereiro de 2018, em um evento ao vivo do NXT, Mendoza venceu uma battle royal para se tornar o desafiante número 1 ao Campeonato do NXT. No dia seguinte, 10 de fevereiro, Mendoza foi derrotado pelo campeão do NXT, Andrade "Cien" Almas. Mendoza fez sua estreia no 205 Live no episódio de 23 de julho de 2019 do 205 Live, onde fez equipe com Humberto Carrillo para derrotar Kalisto e Gran Metalik. No episódio de 1 de novembro do 205 Live, Mendoza desafiou sem sucesso o campeão dos pesos-médios, Lio Rush.

#### Legado Del Fantasma and Latino World Order (2020–presente)
No episódio de 11 de março do NXT, Mendoza foi sequestrado por um grupo de homens mascarados e jogado em uma van no estacionamento, durante o que originalmente seria uma entrevista com Mia Yim. No episódio de 1º de abril do NXT, Joaquin Wilde foi sequestrado de forma semelhante durante uma entrevista pós-luta. No episódio de 10 de junho do NXT, Mendoza fez seu retorno, quando ele e Wilde (que também havia sido sequestrado) foram revelados como os misteriosos homens mascarados e se aliaram com Santos Escobar ao atacar Drake Maverick, estabelecendo-se como vilões (heels). Na primeira noite do The Great American Bash, o trio foi nomeado "Legado Del Fantasma". No segundo dia do evento, na primeira luta como uma equipe, Legado Del Fantasma derrotou Maverick e Breezango (Fandango e Tyler Breeze) em uma luta de trios.
Wilde e Mendoza começaram a competir na divisão de duplas do NXT e no 205 Live. No NXT TakeOver XXX, Wilde e Mendoza competiram contra Breezango e a equipe de Oney Lorcan e Danny Burch em uma luta triple threat de duplas para determinar os desafiantes número 1 pelo Campeonato de Duplas do NXT, mas não foram bem-sucedidos em vencer a luta. Na primeira noite do Super Tuesday, Legado Del Fantasma perdeu para Isaiah "Swerve" Scott e Breezango em uma luta street fight, quando Scott fez o pin em Escobar. Isso levou a uma luta entre Escobar e Scott pelo Campeonato dos Pesos-Médios de Escobar no NXT TakeOver 31, onde Wilde e Mendoza ajudaram Escobar a reter o título.
Em 2021, Wilde e Mendoza participaram do Dusty Rhodes Tag Team Classic de 2021, no qual perderam para os futuros vencedores MSK (Nash Carter e Wes Lee) na rodada semifinal. Eles também enfrentaram MSK e Grizzled Young Veterans (James Drake e Zack Gibson) na primeira noite do NXT TakeOver: Stand & Deliver, em uma luta pelo Campeonato de Duplas, que foi vencida pelos MSK. No NXT Takeover: In Your House, Legado del Fantasma enfrentou o campeão norte-americano do NXT, Bronson Reed, e os campeões de duplas do NXT, MSK, em uma luta de trios "winners take all", onde Legado del Fantasma não conseguiu conquistar os títulos. No episódio de 24 de agosto do NXT, Elektra Lopez fez sua estreia ajudando Legado del Fantasma a vencer Hit Row. Em abril de 2022, o nome de Mendoza foi alterado para Cruz Del Toro.
No episódio de 7 de outubro do SmackDown, Del Toro, juntamente com Wilde e Escobar, se juntaram a Zelina Vega na marca SmackDown. No episódio de 10 de março do SmackDown, Del Toro, junto com o restante do Legado Del Fantasma, ajudou Rey Mysterio contra The Judgment Day, virando "face" no processo. No episódio de 31 de março do SmackDown, Rey reformou a Latino World Order e convidou Legado Del Fantasma para se juntar a ela como um sinal de agradecimento por ajudá-lo em sua luta contra seu filho, Dominik, e The Judgment Day.
No episódio de 10 de novembro do SmackDown, Escobar se desvinculou da LWO e, na semana seguinte, removeu Vega, Wilde e Del Toro do Legado del Fantasma. Wilde e Del Toro participaram do torneio Dusty Rhodes Tag Team Classic de 2024, derrotando Duke Hudson e Riley Osborne da Chase University no episódio de 16 de janeiro de 2024 do NXT, mas perderam para Carmelo Hayes e Trick Williams nas semifinais duas semanas depois. Na Noite 2 do Draft da WWE de 2024, a LWO foi draftada para a marca Raw.

## Outras mídias
Mendoza apareceu no WWE 2K22, WWE 2K23 e WWE 2K24 como um personagem jogável.

## Títulos e prêmios
- Desastre Total Ultraviolento
  - DTU Alto Impacto Championship (1 vez)[17]
- Pro Wrestling Illustrated
  - PWI o colocou na #309ª posição dos 500 melhores lutadores individuais no PWI 500 em 2016[18]
- Pro Wrestling Noah
  - Noah Wrestling Camp (2014)
- Xtrem Mexican Wrestling
  - XMW International Cup (2012)